# Fieseler Fi 167
El Fieseler Fi 167 era un biplano biplaza embarcado de bombardeo en picado, torpedero y reconocimiento diseñado por la compañía Gerhard Fieseler Werke para el previsto nuevo portaaviones Graf Zeppelin.

## Historia y desarrollo
Ante un requerimiento del RLM para un biplaza embarcado de bombardeo en picado, torpedero y reconocimiento, tanto Arado como Fieseler construyeron sendos prototipos. Ambos aparatos fueron evaluados a finales de 1938, pero pronto se comprobó que el Arado Ar 195 no cumplía todos los requerimientos exigidos, mientras que el Fieseler 167 V1 no solo los cumplía sino que los sobrepasaba con creces.
Estructuralmente, el diseño de Fieseler era un biplano de alas plegables de dos secciones, construido casi por entero en metal con algunas zonas de revestimientos en tela, tren de aterrizaje fijo con grandes aterrizadores carenados y rueda de cola fija. La unidad de cola era arriostrada con montantes superiores y el avión estaba propulsado por un motor Daimler-Benz DB 601B. Los dos tripulantes se alojaban en tándem en una cabina diseñada para llevar una ametralladora defensiva en su parte trasera.
Como el Fieseler Fi 156 , el nuevo aparato tenía unas características excepcionales de baja velocidad, conseguidas en este caso mediante ambos planos que incorporaban alerones y disponían de slats automáticos a lo largo de todo el borde de ataque, así como de flaps de gran envergadura en el borde de fuga del plano inferior. Esto, unido a la gran superficie de sustentación de ambos planos, hacía posible que el aparato picara lenta y casi verticalmente bajo completo control. Para los aterrizajes de emergencia en el mar, el Fi 167 podría abandonar su tren de aterrizaje, y los compartimientos herméticos en la parte inferior del ala de la aeronave le ayudarían a mantenerse a flote por lo menos el tiempo suficiente para los que la tripulación de dos hombres lo evacuara.
El Fi 167 estaba proyectado para servir a bordo del portaaviones Graf Zeppelin, botado el 8 de diciembre de 1938, para lo cual se construyó un segundo prototipo (Fi 167 V2) y una serie de preproducción de doce Fi 167 A-0. Estos últimos apenas diferían de los prototipos, aunque incorporaban algunas mejoras que se hicieron necesarias tras los vuelos de pruebas, entre ellas un bote neumático para los dos tripulantes. Al paralizarse el alistamiento del portaaviones en 1940, el papel para el que habían sido diseñados dejó de existir; sin embargo, se esperaba que en cuanto el alistamiento del portaaviones se reanudara, la producción continuaría; este no fue el caso, porque cuando en 1942 se reanudó la construcción del portaaviones, se decidió que fuera equipado con una versión del Junkers Ju 87 que parecía cumplir los requisitos exigidos para el buque, así que se paralizó la construcción de los Fieseler Fi 167 y los aparatos ya entregados, después de ser utilizados experimentalmente en los Países Bajos, fueron entregados a la Fuerza Aérea del Estado Independiente de Croacia cuando ya sólo quedaban nueve.

## Operadores
Croacia
- La Fuerza Aérea del Estado Independiente de Croacia recibió entre 8 y 12 aviones en septiembre de 1944.[4] Algunos de ellos cayeron en manos de partisanos yugoslavos.[5]

 Alemania
- Luftwaffe

 Rumania
- Real Fuerza Aérea Rumana

## Historia operacional
Dado que no se esperaba que el Graf Zeppelin estuviera terminado antes de finales de 1940, la construcción de Fi 167 tenía una prioridad baja. Cuando se paró la construcción del Graf Zeppelin en 1940, la realización de nuevas aeronaves se detuvo y los ejemplares completados entraron en servicio en la Luftwaffe en el Erprobungsgruppe 167 .
Al reanudarse la construcción del Graf Zeppelin en 1942, se decidió que el desempeño del Fi 167 no estaba acorde a los nuevos estándares de combate, así que el Ju 87C asumió la función de reconocimiento como un bombardero, torpedero y bombardero, se consideró que era necesario. La aparición del B-29 hizo que se repensaran los aviones del Graf Zeppelin, apareciendo el Blohm & Voss BV 155 en vista.
Nueve de los Fi 167 existentes fueron enviados a un escuadrón naval costero en los Países Bajos y regresaron a Alemania en el verano de 1943. Después de que los vendieran a la Fuerza Aérea del Estado Independiente de Croacia , por su capacidad STOL y su capacidad de carga (en las condiciones adecuadas, el avión puede descender casi verticalmente) lo hizo ideal para transportar municiones y otros suministros a los asediados cuarteles del ejército croata entre su llegada en septiembre de 1944 y el final de la guerra. Durante una de esas misiones, cerca de Sisak, el 10 de octubre de 1944, un Fi 167 croata fue atacado por cinco P-51 Mustang Mk III del 213 Escuadrón de la RAF. La tripulación del Fieseler tuvo la distinción de derribar uno de los Mustang antes de ser derribado. Posiblemente fue una de las últimas veces que un biplano se convirtió en matador en una guerra.
El resto de los aviones se utilizaron en la "Deutsche Versuchsanstalt für Luftfahrt (en alemán Instituto alemán de aeronaves experimentales) en Budweis, Checoslovaquia, para probar diferentes configuraciones de tren de aterrizaje. La gran área del ala y la consiguiente baja velocidad de aterrizaje hizo al Fi 167 "demasiado bueno" para esta tarea, por lo que para poner a prueba los desembarques con mayor carga alar, los dos aviones de ensayo retiraron su ala menor por fuera del tren de aterrizaje.

## Especificaciones técnicas (Fi 167 A-0)
Referencia datos: Green, William, Warplanes of the Third Reich. New York: Doubleday, 1972 ISBN 0-385-05782-2

### Características generales
- Tripulación: 2
- Longitud: 11,40 m
- Envergadura: 13,50 m
- Altura: 4,80 m
- Superficie alar: 45,50 m²
- Peso vacío: 2800 kg
- Peso máximo al despegue: 4850 kg
- Planta motriz: 1× lineal en V invertido refrigerado por líquido Daimler-Benz DB 601B.
  - Potencia: 750 kW (1034 HP; 1020 CV) a 4500 m

### Rendimiento
- Velocidad máxima operativa (Vno): 325 km\h
- Velocidad crucero (Vc): 270 km\h
- Alcance: 1500 km
- Techo de vuelo: 8200 m
- Carga alar: 107 kg/m² (21,9 lb/ft²)
- Potencia/peso: 169 w/kg

### Armamento
- Ametralladoras: 2× MG 17 de 7,92mm frontal  MG 15 móvil en la parte trasera de la cabina.[10]
- Puntos de anclaje: 1 para cargar una combinación de:  
  - Bombas: 1 bomba 1000 kg o 1 torpedo 765 kg

## Modelos
Existe un modelo de Pavla en escala 1/72.

### Desarrollos relacionados
- Fieseler Fi 156

### Aeronaves similares
- Arado Ar 195
- Fairey Swordfish
- Fairey Albacore
- Heinkel He 114

### Secuencias de designación
- Sistema de designación aeronaves del RLM: ← Me 164 · Fi 166 · FK 166 · Fi 167 · Fi 168 · He 170 · He 172 →

### Listas relacionadas
- Anexo:Aeronaves militares de Alemania en la Segunda Guerra Mundial